# بایو-له-پرن
بایو-له-پرن (به فرانسوی: Bailleul-lès-Pernes) یک کمون (فرانسه) در فرانسه است که در پا-دو-کاله واقع شده‌است. بایو-له-پرن ۳٫۴۹ کیلومتر مربع مساحت دارد ۱۰۵ متر بالاتر از سطح دریا واقع شده‌است.